# Trogoderma yunnaeunsis
Trogoderma yunnaeunsis là một loài bọ cánh cứng trong họ Dermestidae. Loài này được Zhang & Liu in Liu & Zhang miêu tả khoa học năm 1986.